# 아웃레이지 파이널
《아웃레이지 파이널》(アウトレイジ 最終章, Outrage Coda)은 일본에서 제작된 기타노 다케시 감독의 2017년 범죄, 서스펜스, 미스터리 영화이다. 기타노 다케시 등이 주연으로 출연하였다. 일본에서는 2017년 10월 7일 개봉되었다. 2012년 영화 아웃레이지 비욘드의 후속작이다. 74회 베니스 국제영화제에서 상영되었을 때 초연되었다.

## 출연

### 주연
- 기타노 다케시 : 오토모 역
- 니시다 토시유키 : 니시노 부두목 역
- 오모리 나오 : 이치카와 역
- 피에르 타키 : 하나다 역
- 시오미 산세이 : 나카타 역
- 나다카 타츠오 : 시로야마 역
- 마츠시게 유타카 : 시게타 형사 역
- 오스기 렌 : 노무라 역
- 하쿠류 : 리 역
- 미츠이시 켄 : 고미 역
- 하라다 타이조우 : 마루야마 역
- 이케우치 히로유키 : 요시오카 역
- 키시베 이토쿠 : 모리시마 역

## 참고 사항
- 한국 제주도에서 일부 로케이션을 했다.